# Chapelle commémorative de Prnjavor
La chapelle commémorative de Prnjavor (en serbe cyrillique : Спомен капела у Прњавору ; en serbe latin : Spomen kapela u Prnjavoru) est située à Prnjavor, sur le territoire de la ville de Šabac et dans le district de Mačva, en Serbie. Elle est liée au souvenir des soldats et des civils tués au cours des guerres balkaniques et pendant la Première Guerre mondiale. Constitué d'une chapelle et d'un ossuaire, le site est inscrit sur la liste des monuments culturels d'importance exceptionnelle de la république de Serbie (identifiant no SK 364),,.

## Présentation
La chapelle-ossuaire se trouve dans le cimetière de l'église Saint-Élie à Mačvanski Prnjavor ; elle est dédiée aux soldats et aux civils victimes des guerres balkaniques et de la Première Guerre mondiale. Dans l'ossuaire, situé sous la chapelle, ont été enterrés les corps de 387 personnes tuées en 1914 par l'armée austro-hongroise, ainsi que d'autres victimes tuées entre 1912 et 1918.

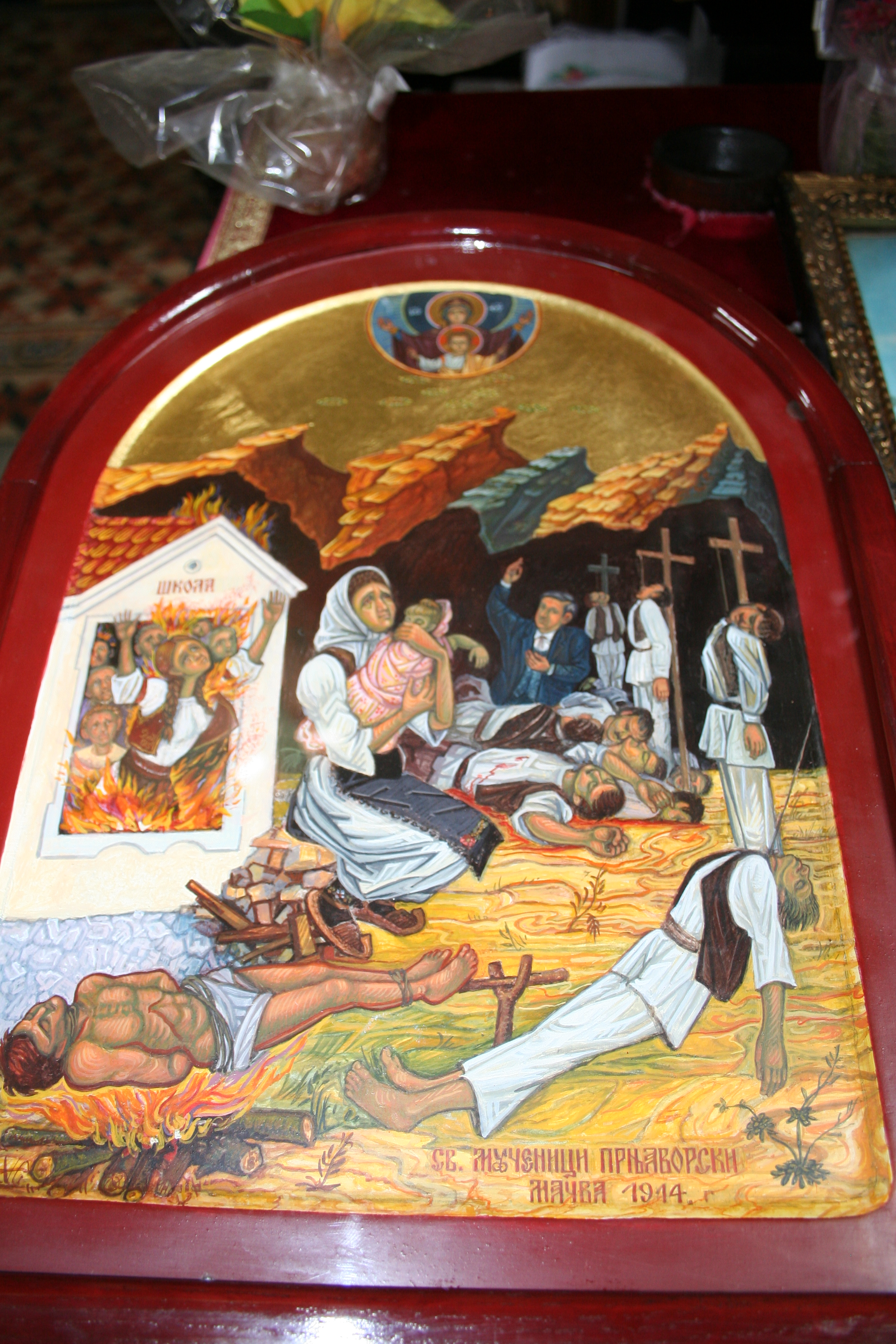
L'icône des saints grands martyrs de Prnjavor.

## Chapelle
La chapelle et son ossuaire ont été construits en 1922, sur un projet de l'architecte Milan Minić financé par les citoyens de la région et par Archibald Reiss. L'édifice, de plan carré, est doté d'une abside et de façades rythmées de quelques décors géométriques ; le sanctuaire est entouré d'une clôture en fer. À l'intérieur, des fresques, réalisées par le peintre Spiridion Špiro Bocarić (1876-1941), représentent des scènes d'exécution, de torture, de massacres et de bûchers. Sur les murs sont suspendues huit dalles de marbre blanc avec le nom des morts tués au combat ou des victimes de la guerre. L'église abrite aussi, sous trois pierres tombales, des victimes de la Seconde Guerre mondiale.

Fresques dans la chapelle.
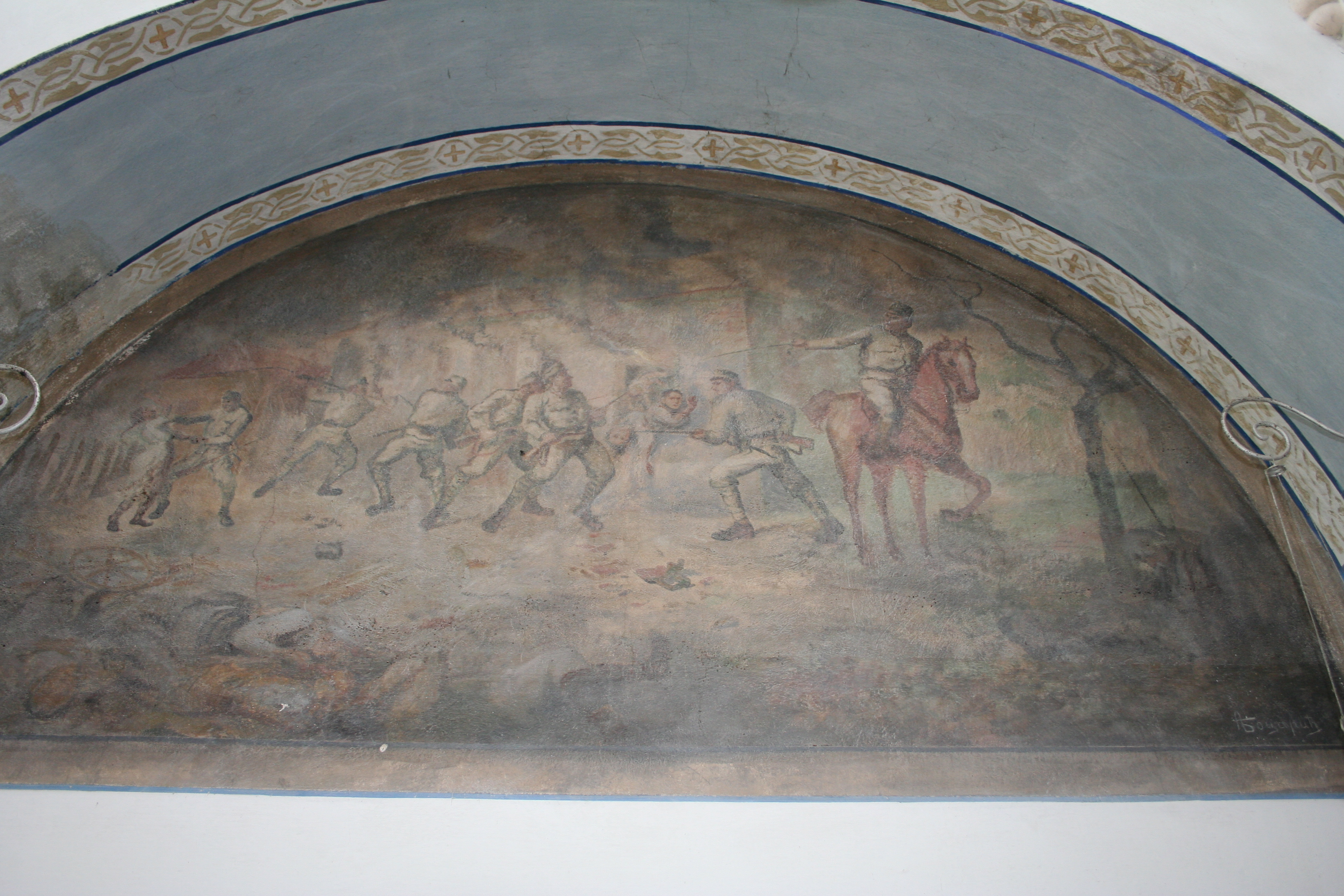
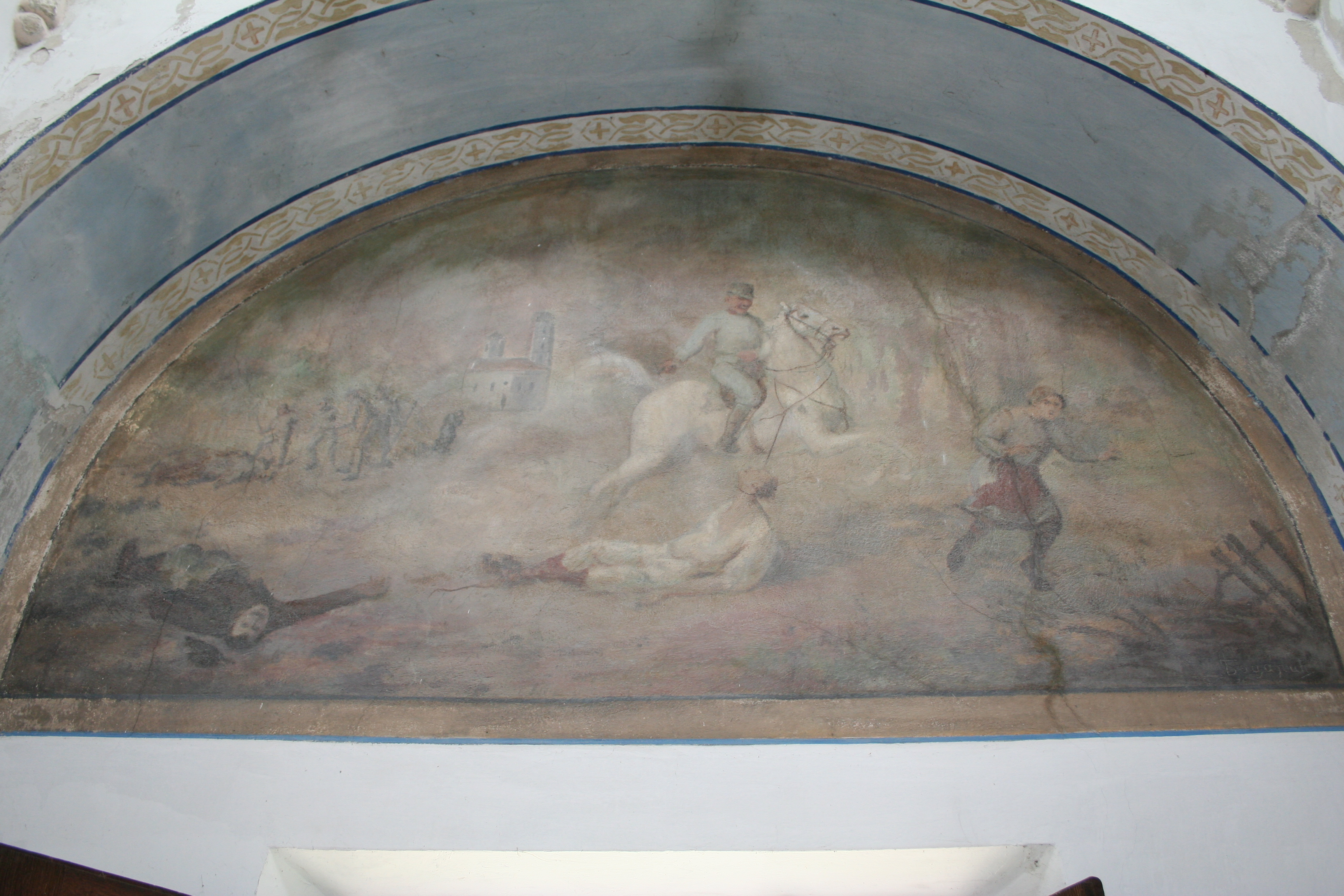
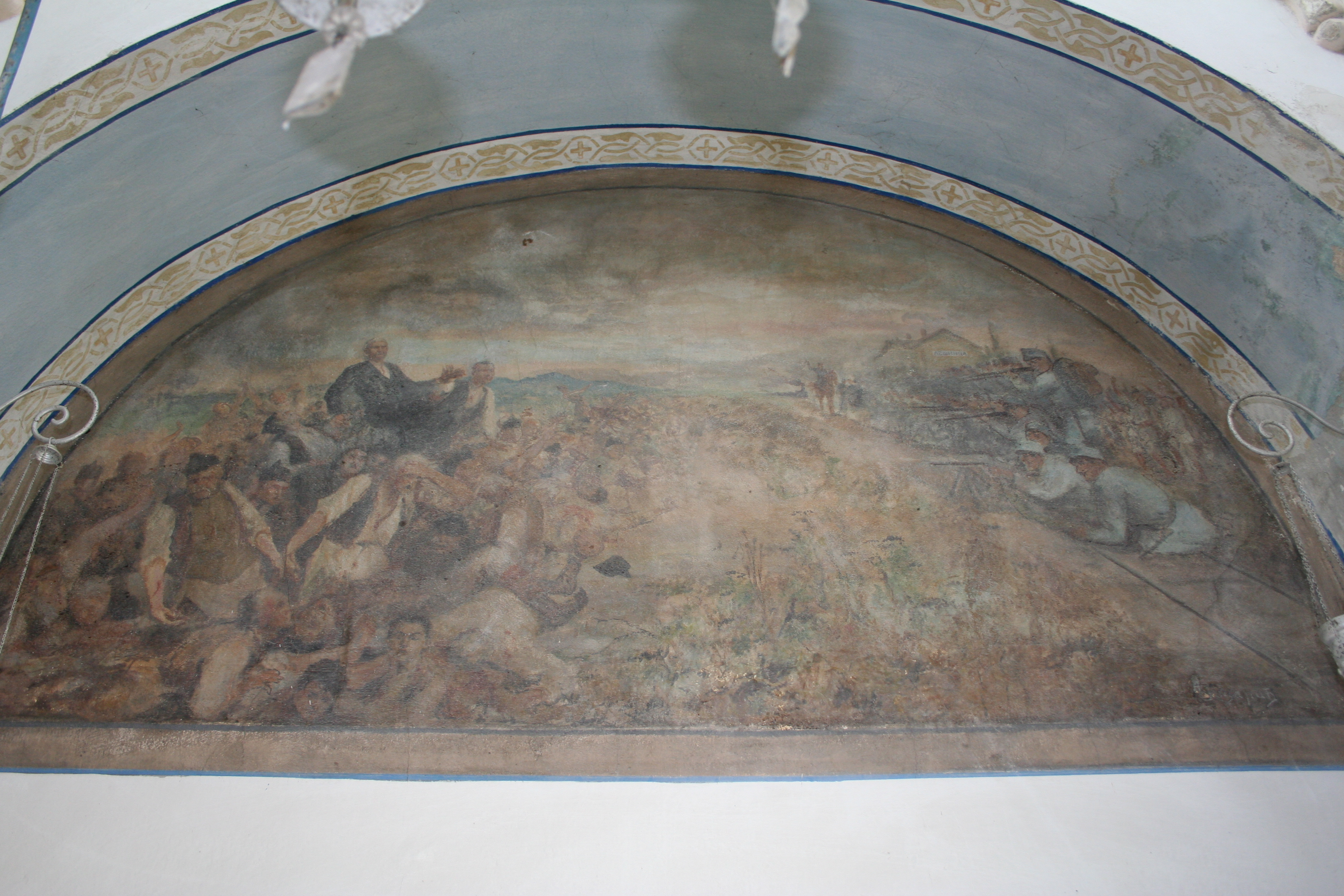